# قله شوتا روستاولی
قله شوتا روستاولی (به لاتین: Shota Rustaveli Peak) یک کوه در گرجستان است.